# اوسوی هادا
هیسوی هازا (انگلیسی: Hisui Haza؛ زادهٔ ۱۶ مارس ۱۹۹۶) بازیکن فوتبال اهل ژاپن است که در تیم‌های ملی فوتبال زیر ۲۰ سال زنان ژاپن و زنان ژاپن بازی کرده‌است.